# マイマイ (コンゴ)
マイマイ (Mai-Mai) は、コンゴ民主共和国の北キブ州など東部地域で活動する民兵組織。

## 概要

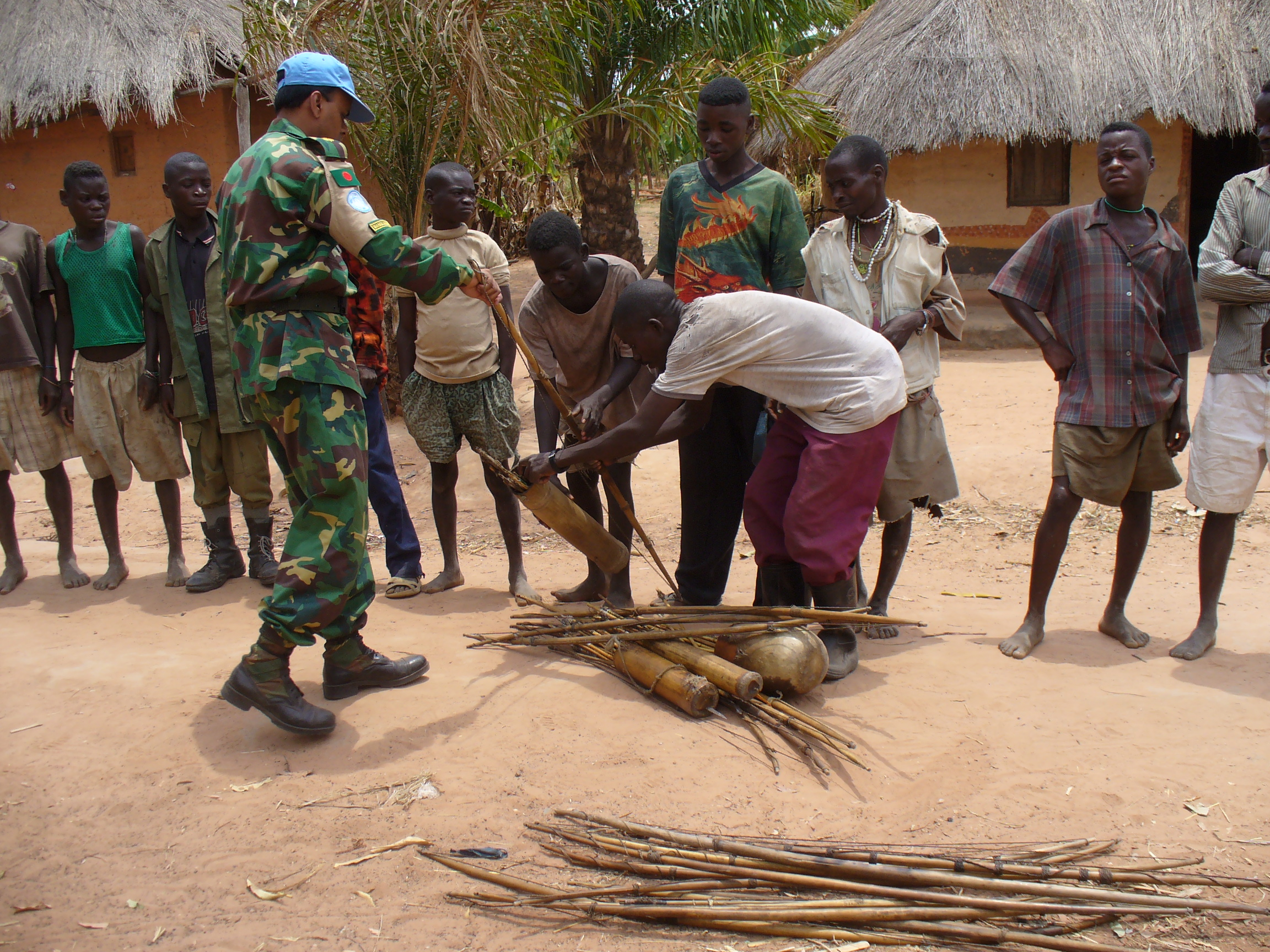
国連職員に武器を引き渡すマイマイの戦闘員（2006年 カタンガ州北部）

2000年代に入るとコンゴ東部地域は、政府軍のほか隣国のルワンダ旧政権系のルワンダ解放民主軍（フツ族系）、現政権から離脱した軍人たちによって組織された人民防衛国民会議（ツチ族系）が入り乱れており、略奪や暴行が日常茶飯事となっている。これらの勢力に対抗するため、集落の有志が武装して民兵組織を結成したものがマイマイである。
活動に対する政治的メッセージや政治思想色は薄いが、政府軍と協調して他の集落を襲うなど、自衛組織の枠を超えた側面を持つ。組織の規模は約6,000人と見られている。しばしば政府軍と協調して軍事活動や略奪、暴行を行なうほか、他の勢力と同様に少年兵を用いることにより、国際世論からも非難を受けている。2010年7月から8月にかけては200人以上に集団婦女暴行を行ったことが露見し、10月には指導者が逮捕されている。
2019年3月9日、北キヴ州ブテンボに開設されていたエボラ治療センターが武装勢力からの襲撃を受けて警察官1人が死亡、医療従事者1人が負傷した。現地警察は、襲撃を掛けてきた武装集団をマイマイと断定している。